# Му и Рана
Му и Ра̀на (на норвежки: Mo i Rana, старо име Му) е град в община Рана в Централна Норвегия. Разположен е на брега на Норвежко море във фиорда Алстфьор, фюлке Норлан на около 750 km северно от столицата Осло. Има жп гара, летище и малко пристанище. Население около 17 700 жители според данни от преброяването към 1 януари 2008 г.

## Личности
- Трон Соли (р.1959), норвежки футболист и треньор

## Побратимени градове
- Шелефтео, Швеция